# Higüey
Higüey is een stad en gemeente in de Dominicaanse Republiek, de hoofdstad van de provincie La Altagracia. Veeteelt is de belangrijkste inkomstenbron in het gebied, gevolgd door landbouw. Door de explosieve groei van toerisme in de kuststreek groeit ook deze stad. De gemeente telt 297.000 inwoners.

## Bestuurlijke indeling
De gemeente bestaat uit vier gemeentedistricten (distrito municipal):
Higüey, La Otra Banda, Las Lagunas de Nisibón en Verón Punta Cana.
- Bibliothèque nationale de France: cb13571789n (data)
- Library of Congress Control Number: n2010051916
- Nationale Bibliotheek van Tsjechië: ge753350
- Nationale Bibliotheek van Israël: 987007562382405171
- Virtual International Authority File: 150337703

Azua · Bajos de Haina · Baní · Barahona · Boca Chica · Bonao · Comendador · Cotuí · Dajabón · El Seibo · Hato Mayor · Higüey · Jimaní · La Romana · La Vega · Los Alcarrizos · Mao · Moca · Monte Cristi · Monte Plata · Nagua · Neiba · Pedernales · Puerto Plata · Sabaneta · Salcedo · Samaná · San Cristóbal · San Francisco de Macorís · San José de Ocoa · San Juan · San Pedro de Macorís · Santiago · Santo Domingo de Guzmán · Santo Domingo Este · Santo Domingo Norte · Santo Domingo Oeste